# نیکولای نیکولایسن
نیکولای نیکولایسن (انگلیسی: Nicolay Nicolaysen; ۱۴ ژانویهٔ ۱۸۱۷ – ۲۲ ژانویهٔ ۱۹۱۱) دانشمند در زمینه باستان شناسی اهل نروژ بود.